# Daïra de Tigzirt
La daïra de Tigzirt est une circonscription administrative algérienne située dans la wilaya de Tizi-Ouzou et la région de Kabylie. Son chef-lieu est situé sur la commune éponyme de Tigzirt.

## Communes
La daïra est composée de trois communes :
- Iflissen ;
- Mizrana ;
- Tigzirt.

La population totale de la daïra est de 35 742 habitants pour une superficie de 166,38 km2.

## Localisation
|                         | Mer Méditerranée |                    |
| ? (wilaya de Boumerdès) | daïra de Tigzirt | Daïra d'Azeffoun   |
|                         | Daïra de Makouda | Daïra d'Ouaguenoun |